# ラ・バンデーラ駅

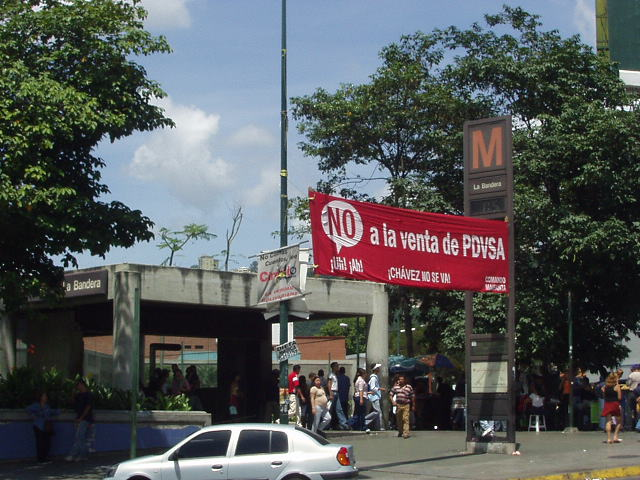
出口 (2004年6月)

ラ・バンデーラ駅（ラ・バンデーラえき、Estación La Bandera) は、ベネズエラのカラカス市にあるカラカス地下鉄3号線の地下鉄駅である。首都地区リベルタドル市エル・バジェ区とサン・ペドロ区の境界に位置する。駅名は付近のラ・バンデラ地区に由来し、バンデーラはスペイン語で「旗」を意味する。1994年12月18日開業。

## 駅の構造

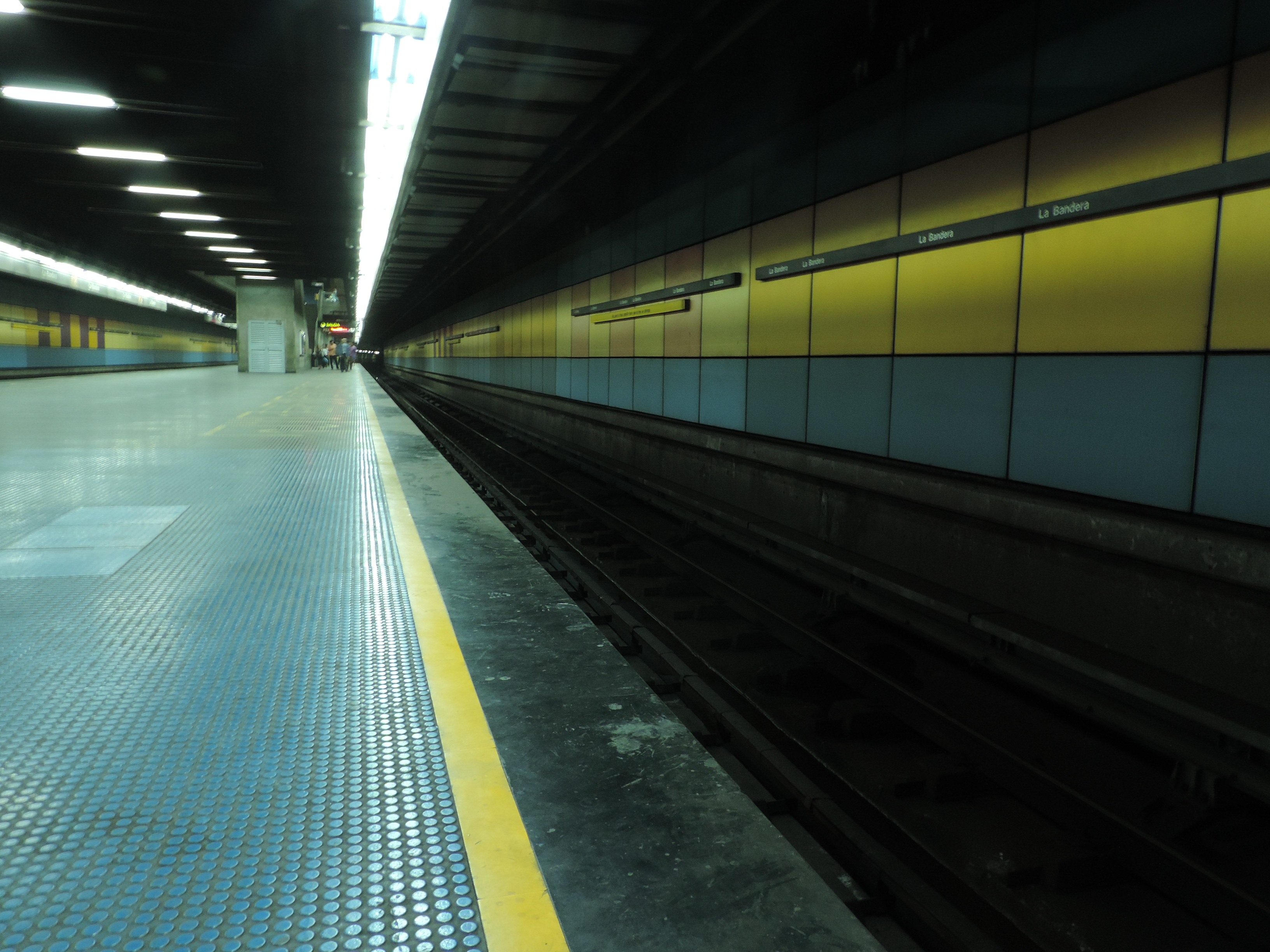
ホーム

地下2階が島式1面2線のホーム、地下1階が改札と切符売り場である。出口はロス・ラウレレス通りとヌエバ・グラナダ通りの交差点に2か所。

## 駅の周辺
広い自動車道と分岐点が近接するが、付近の傾斜がきついため大規模な建築物は付近にない。南に人民居住区（バリオ）があり、他に小さな商店が多い。

## 隣の駅
ロス・シンボロス駅 - ラ・バンデーラ駅 - エル・バジェ駅